# Kenji Mizuhashi
Pour les articles homonymes, voir Mizuhashi.
Kenji Mizuhashi (水橋 研二, Mizuhashi Kenji), né à Tokyo le 13 janvier 1975, est un acteur japonais.

## Filmographie partielle

### Au cinéma
- 1998 : Yawarakai hada : Hiromasa Tohno
- 1999 : Tomie : Yamamoto
- 1999 : Moonlight Whispers (Gekkô no sasayaki) : Takuya Hidaka
- 2000 : Les Prisonniers du paradis (Tengoku kara kita otoko-tachi) : Filipintaro
- 2000 : Nichiyobi wa owaranai
- 2001 : Kaïro (回路, Kairo) de Kiyoshi Kurosawa : Taguchi
- 2002 : Yume nara samete
- 2002 : Rokkun rouru mishin : Katsuo
- 2003 : Jisatsu manyuaru : Yû Tachibana - Director
- 2003 : Seventh Anniversary : Jun
- 2003 : Saru
- 2004 : Yudan taiteki
- 2004 : Quill : Yuichi Sakai
- 2004 : Trouble Maker Lucy
- 2004 : The Taste of Tea : Maki Hoshino
- 2004 : Kurîmu remon
- 2004 : Tokyo Noir
- 2004 : Kisu to kizu : Sakurai (Convenience Store Employee)
- 2004 : Aoi kuruma : Mikimoto Ogina
- 2004 : Nibanme no kanojo
- 2004 : Kurisumasu Kurisumasu
- 2005 : Gina K
- 2005 : Kanaria : Junana
- 2005 : Tomie: Beginning : Kenichi Yamamoto
- 2005 : Kame wa igai to hayaku oyogu : Policeman
- 2005 : Indeian sama
- 2005 : Naisu no mori: The First Contact
- 2006 : Colors
- 2006 : Kyacchi bôru-ya
- 2006 : Shirubâ Kamen : Edogawa Rampo
- 2007 : 5 centimètres par seconde : Takaki Tohno (voix)
- 2007 : Konna otona no onnanoko : Junichi Nakano
- 2008 : Mahô tsukai ni taisetsu na koto : Morishita
- 2009 : Onna gokoro
- 2009 : Miyoko Asagaya kibun : Shinichi Abe
- 2011 : Kamifûsen
- 2011 : Kodokuna wakusei
- 2011 : Kichijôji no Asahina-kun
- 2013 : Yuda
- 2013 : Sango renjâ
- 2013 : Hâmerun

### À la télévision
- 1997 : Kaseifu ha mita (série télévisée)
- 1998 : Mizu no naka no hachigatsu (TV)
- 1999 : Manbiki G-Men Nikaidô Yuki 3 (TV)
- 2003 : Furenzu (TV)
- 2003 : Kaidan Shin Mimibukuro (série télévisée)
- 2011 : Deka wanko (série télévisée)
- 2011 : Control: Hanzai shinri sousa (série télévisée)
- 2011 : Kansatsui Shichiura Sayoko- Hôigakusha no jiken profile (TV) : Motomura
- 2011 : Kansatsui Nanaura Sayoko- Hôigakusha no jiken profile (TV) : Motomura
- 2011 : Namae wo nakushita onnatachi (série télévisée)
- 2011 : Zettai reido: Tokushu hanzai sennyû sôsa (série télévisée)
- 2011 : HUNTER ~Sono Onnatachi, Shoukin Kasegi~ (série télévisée)
- 2011 : Nazotoki wa dinâ no ato de (série télévisée)
- 2011 : Doctors: Saikyô no meii (série télévisée)
- 2012 : Shokuzai (série télévisée)
- 2012 : Rakkî sebun (série télévisée)
- 2013 : Keiji Shoot 4 (TV) : Masahiko ihara
- 2013 : Sora Tobu Kôhôshitsu
- 2013 : Dandarin: rôdô kijun kantokukan
- 2014 : Senryokugai Sôsakan
- 2014 : Umoreru (TV)
- 2014 : Inpei sôsa
- 2014 : Tokumei tantei
- 2014 : Peter no sôretsu
- 2014 : Dâku sûtsu
- 2015 : Fukushû Hôtei (TV)
- 2015 : Ghost Writer
- 2015 : Kamiya Genjirô Torimono Hikae
- 2015 : Kôunchô Coffee-ya Koyomi (TV)
- 2015 : Hoshin (TV)